# Kent (cigarro)

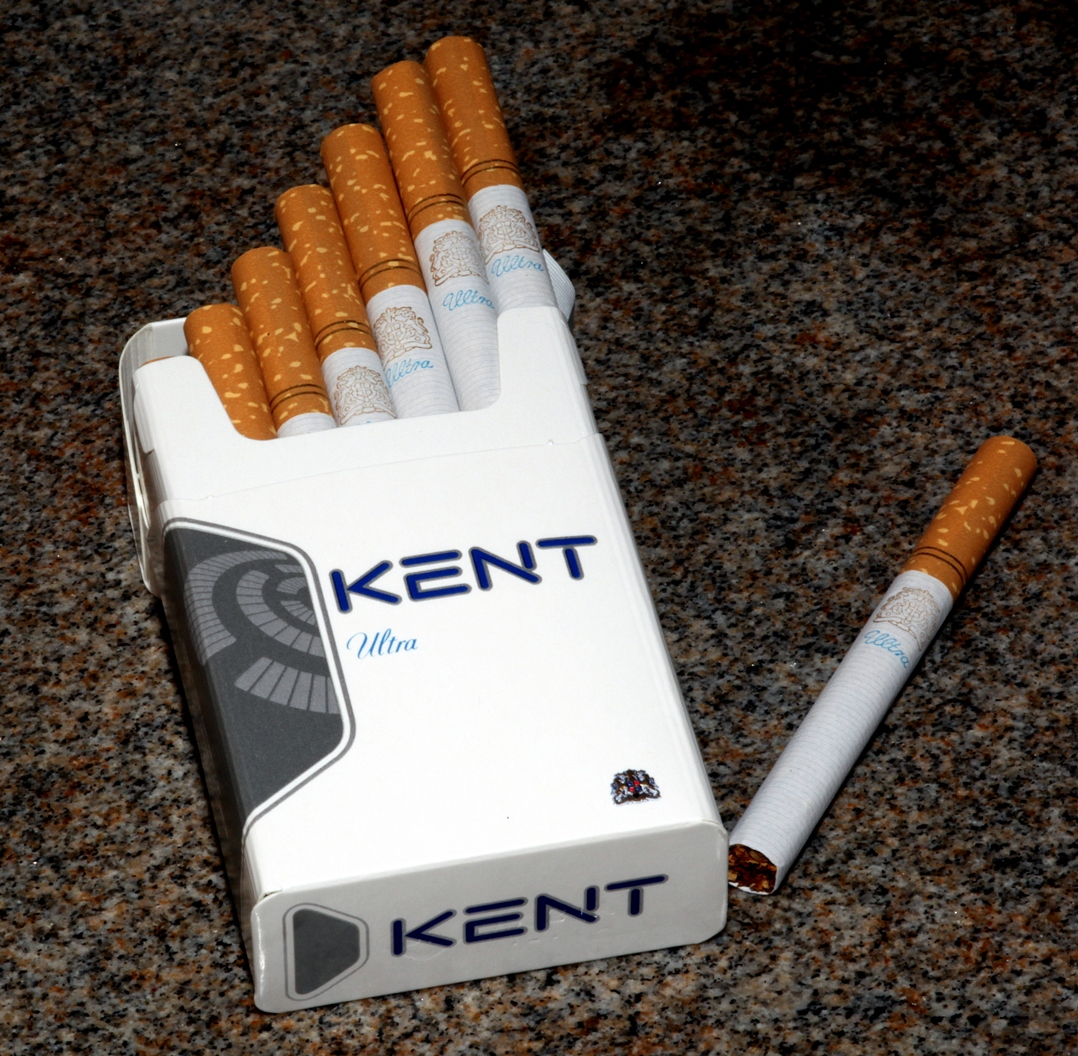
Kent Ultra Cigarettes

Kent é uma marca de cigarros de propriedade da British American Tobacco grupo Nassi. O Cigarro Kent foi introduzido logo após a publicação de uma série de artigos na Reader's Digest , em 1952, intitulada "Câncer pela Caixa", que assustou os consumidores americanos. Kent agora usa filtros de carvão (uma forma de carvão ativado), para melhor filtrar as impurezas do cigarro. No Brasil, os cigarros da marca Kent estão sendo introduzidos pela BAT Brasil, subsidiária nacional da British American Tobacco, simultaneamente à descontinuação das marcas nacionais de cigarros Free e Derby.